# Старостино (Вологодская область)
Старостино — деревня в Кадуйском районе Вологодской области.
Входит в состав сельского поселения Семизерье (до 2015 года входила в Барановское сельское поселение), с точки зрения административно-территориального деления — в Барановский сельсовет.
Расположена на левом берегу реки Суда. Расстояние по автодороге до районного центра Кадуя — 87 км, до центра сельсовета деревни Барановская — 15 км. Ближайшие населённые пункты — Алеканово, Горка, Еремеево.
По переписи 2002 года население — 3 человека.